# Stahlwille

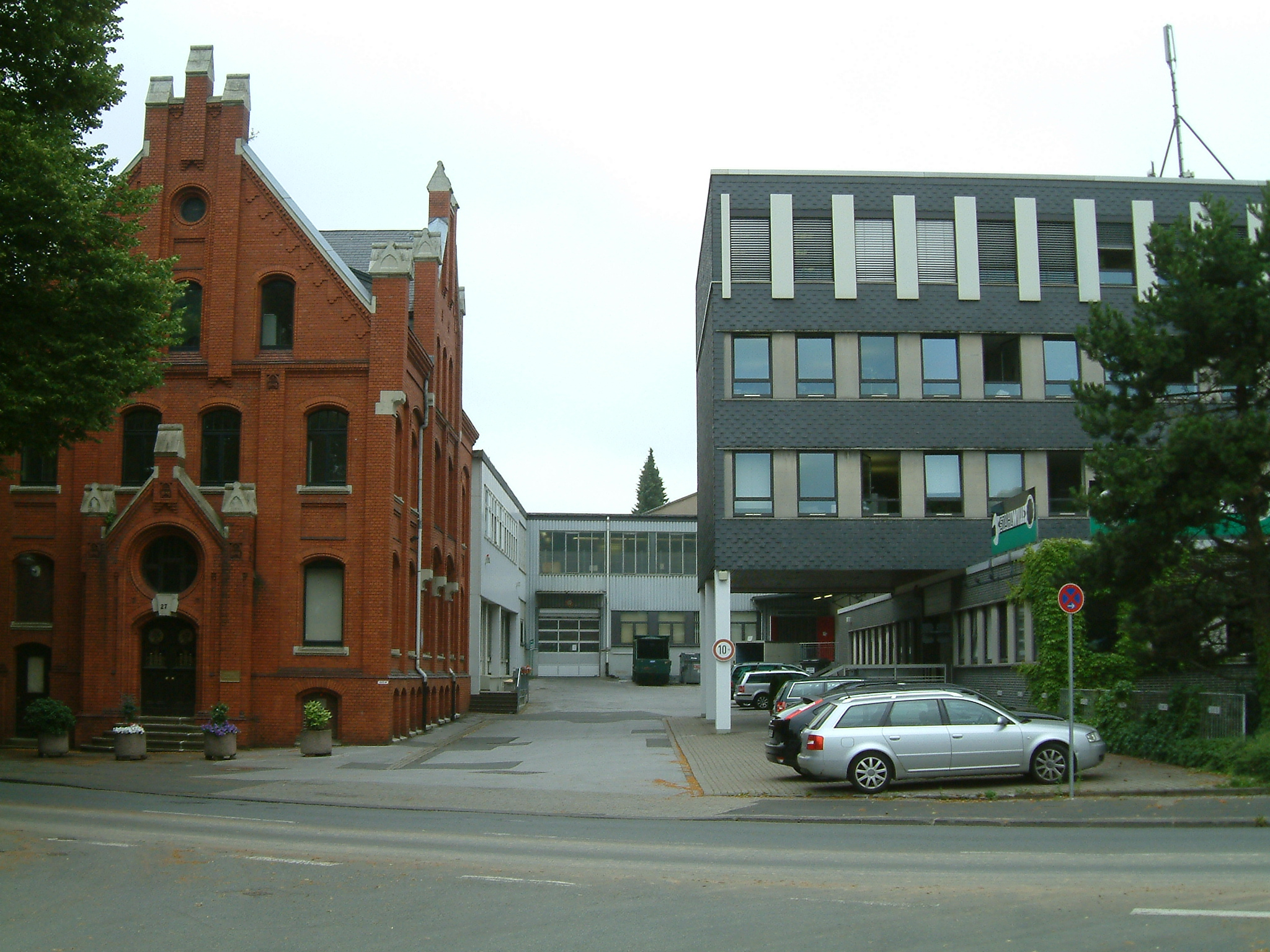
Hauptgebäude in Wuppertal-Cronenberg

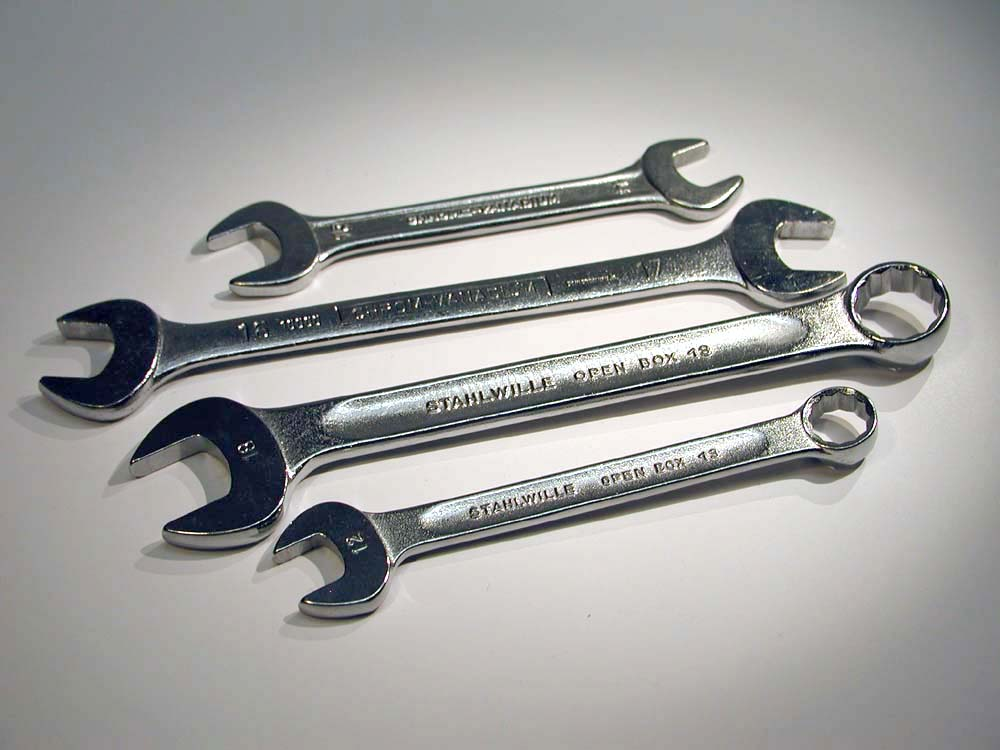
Doppelmaulschlüssel und Ring-Maulschlüssel von Stahlwille

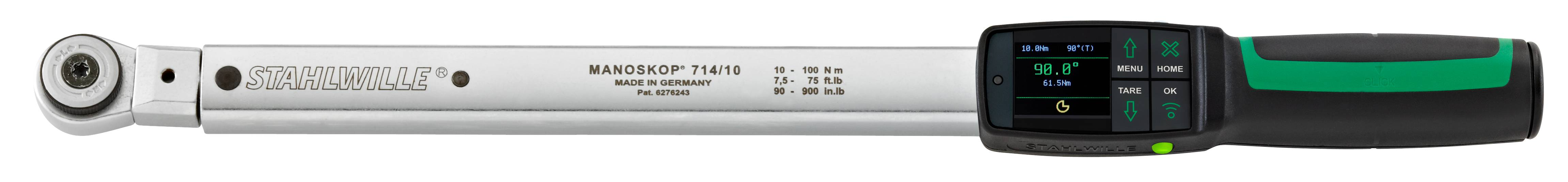
Elektromechanischer Drehmomentschlüssel Nr. 714 von Stahlwille

Die Stahlwille Eduard Wille GmbH & Co. KG, kurz Stahlwille (Eigenschreibweise STAHLWILLE), ist ein Unternehmen mit Firmensitz im Wuppertaler Stadtteil Cronenberg. Das Unternehmen hat sich auf die Produktion von Handwerkzeugen spezialisiert.

## Geschichte
1862 gründete Eduard Wille das Unternehmen im Alter von 25 Jahren auf 150 m² als Gesenkschmiede. 1899 wurde es von seinen Söhnen Emil und Eduard übernommen.
1901 produzierte das Unternehmen bereits 150 Artikelgruppen. Dazu gehörten u. a. Spezialwerkzeuge für Maschinenbau, Schiffbau, Reparatur, Schlosserei,  Schmieden, Wagenbau und die gesamte Metall- und Maschinenindustrie.
1914 beschäftigte es 500 Mitarbeiter und 25 Auszubildende. Der Exportanteil lag bei etwa 80 Prozent.
Im Jahre 1938 übernahmen die Enkel des Gründers, Eduard und Waldemar Wille, das Unternehmen und beschäftigten 400 Mitarbeiter. Nach 1955 wuchs das Sortiment auf ca. 3.000 Artikel an.
Mitte der 1990er-Jahre wurde SWM in Steinbach-Hallenberg in Thüringen übernommen. 2001 kam es dann zur Übernahme des Unternehmens Vereinigte Beckersche Werkzeugfabriken, kurz VBW, einem Herstellers von Rohr- und Installationswerkzeugen aus Remscheid mit 170 Mitarbeitern. 2002 folgte das Unternehmen Alarm-Werkzeuge aus Remscheid, ebenfalls ein Hersteller von Rohr- und Installationswerkzeugen. Mit Wirkung zum 1. September 2015 wurde der amerikanische Drehmomentwerkzeug-Hersteller Jetco Torque Tools LLC übernommen.
Das Unternehmen ist in Familienbesitz und wird durch ein familienunabhängiges Management geführt, das von einem Beirat kontrolliert wird.
Die Produktion findet in Wuppertal, ehemals in Remscheid (VBW u. Alarm Werkzeuge haben ihre Unternehmenszentralen nach Wuppertal verlegt)  und Steinbach-Hallenberg in Thüringen statt. Die Erzeugnisse werden zu rund 55 Prozent in über 90 Länder exportiert. Dafür verfügt Stahlwille über eigene Vertriebsgesellschaften in Ländern wie Frankreich, Großbritannien, Italien, Spanien, Niederlande, Belgien, Dänemark, Schweden, Österreich, Ungarn und Polen.

## Produktprogramm
Das Produktionsprogramm umfasst ca. 10.000 Artikel. Dabei hat sich Stahlwille auf die Herstellung von Schraubenschlüsseln, Steckschlüsseln, Betätigungswerkzeuge wie Knarren, Verlängerungen und Kardangelenke sowie Drehmomentschlüssel, Rohrabschneider, Bolzenschneider und Zangen fokussiert. Auch Spezialwerkzeuge für die Luft- und Raumfahrtindustrie, die Windkraftenergieindustrie sowie die Automobilindustrie gehören zum Sortiment der Stahlwille-Gruppe.

## Fertigung
Zur Philosophie von Stahlwille gehört die umfassende Wertschöpfung im eigenen Haus. Zum Produktionsverfahren gehören neben dem Gesenkschmieden mit eigenem Werkzeugbau die spanabhebende Bearbeitung (Fräsen, Bohren, Räumen und Schleifen). Die Fertigung der Produkte erfolgt weitgehend automatisiert. Produziert wird an den Standorten Wuppertal, VBW in Remscheid und SWM in Steinbach-Hallenberg / Thüringen.

## Mitarbeiter und Ausbildung
An den Standorten in Wuppertal, (ehemals in Remscheid) und Steinbach-Hallenberg wurden mit Stand Januar 2015 über 600 Mitarbeiter beschäftigt, darunter auch Auszubildende in technischen und kaufmännischen Berufen. 2008 schloss Stahlwille einen Kooperationsvertrag mit der Friedrich-Bayer-Realschule in Wuppertal, Cronenberg. Die Lernpartnerschaft umfasst Praktikumsplätze, Betriebsbesichtigungen, Workshops und freiwillige Schulangebote.